# بروس ألين
بروس ألين (بالإنجليزية: Bruce Allen) ولد عام 1959، هو فيزيائي وعالم فلك، وعالم فيزياء فلكية، وأستاذ جامعي من الولايات المتحدة الأمريكية .

## التعليم
تعلم في جامعة كامبريدج، ومعهد ماساتشوست للتكنولوجيا

## مناصب وهيئات
أدار جامعة هانوفر، وجامعة ويسكونسن–ملواكي.

## جوائز
حصل على جوائز منها:
- جائزة فريدريش فيلهيلم بيسل (2001)
- Marshall Scholarship.